# Tyska tullföreningen

Tullföreningens framväxt.

Tyska tullföreningen (Deutscher Zollverein) var en mellan de flesta tyska staterna under Tyska förbundets tid ingången förening om fri samfärdsel i avseende på handel och varutransport och i sammanhang därmed om gemensamt tullsystem i förhållande till stater utom föreningen, vare sig tyska eller inte tyska. Före denna förenings bildande var Tyskland delat i en mängd tullområden, då varje stat hade sin egen tullgräns, med in- och utförseltullar, importförbud och liknande.
Grunden lades 1818 då Preussen avskaffade sina interna tullar. Fler stater anslöt sig efter hand till unionen, som stadfästes 1834. Preussen fick en dominerande roll genom sin långt gångna industrialisering och eftersom Österrike inte deltog på grund av den protektionistiska hållning som landet antog för att skydda sina inhemska industrier. Tullföreningen lade den ekonomiska grunden för Tysklands enande under Preussen 1871.